# 진주 동방씨
진주 동방씨(晋州 東方氏)는 경상남도 진주시를 본관으로 하는 한국의 성씨이다.

## 참고 자료
- “동방씨(東方氏) 본관(本貫) 진주(晋州)”. 한국족보출판사. 2022년 11월 29일에 원본 문서에서 보존된 문서.